# Birds Landing
Birds Landing est une census-designated place du comté de Solano, dans l'État de Californie, aux États-Unis,. En 2000, elle compte une population de 130 habitants.